# ريج فيشر
ريج فيشر (بالإنجليزية: Reg Fisher)‏ هو سياسي أسترالي، ولد في 15 يونيو 1901 في أستراليا، وتوفي بنفس المكان في 29 ديسمبر 1958. حزبياً، نشط في حزب العمال الأسترالي. وقد انتخب عضو مجلس نواب تسمانيا.